# Édouard Belin

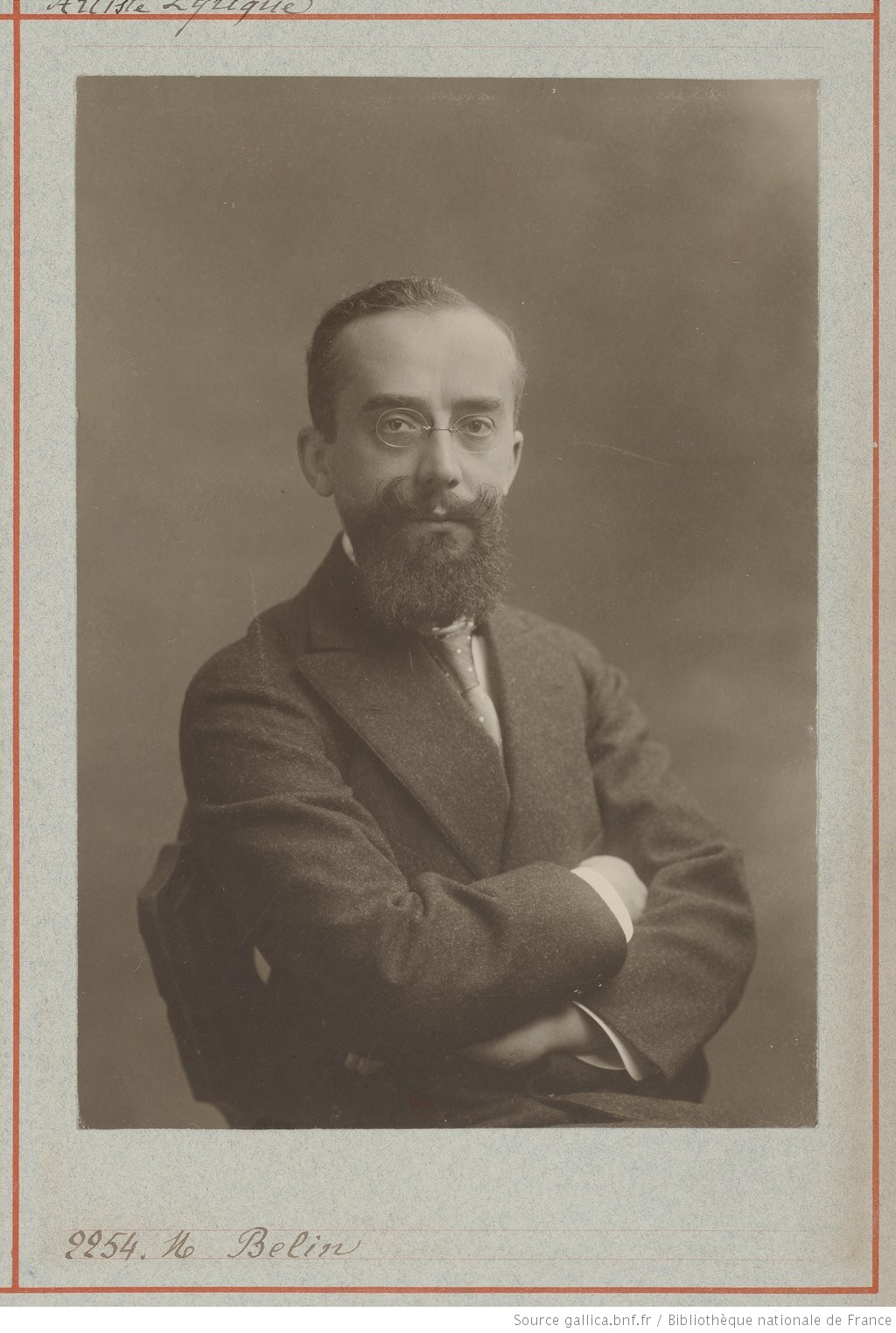
Primer retrat d'Édouard Belin

Édouard Belin (5 de març de 1876 - 4 de març de 1963) va ser un fotògraf i inventor francès. El 1907 Belin va inventar un aparell fototelegràfic anomenat Bélinographe (télestéreographe), un sistema per rebre fotografies per cables telefònics a través de xarxes telegràfiques.
L'invent de Belin s'havia utilitzat per a fotografies periodístiques des de 1914, i el procés es va millorar el 1921 per permetre la transmissió d'imatges per ones de ràdio .
A partir de 1926, Belin va treballar en un aparell de televisió. El 1926, amb Holweg, va provar la capacitat de l'ull per percebre imatges proposades a una velocitat molt alta, utilitzant un tambor de mirall.
Belin va néixer a Vesoul, Haute-Saône, França, i va morir, als 86 anys, a Territet, Cantó de Vaud, Suïssa.

## Belinògraf

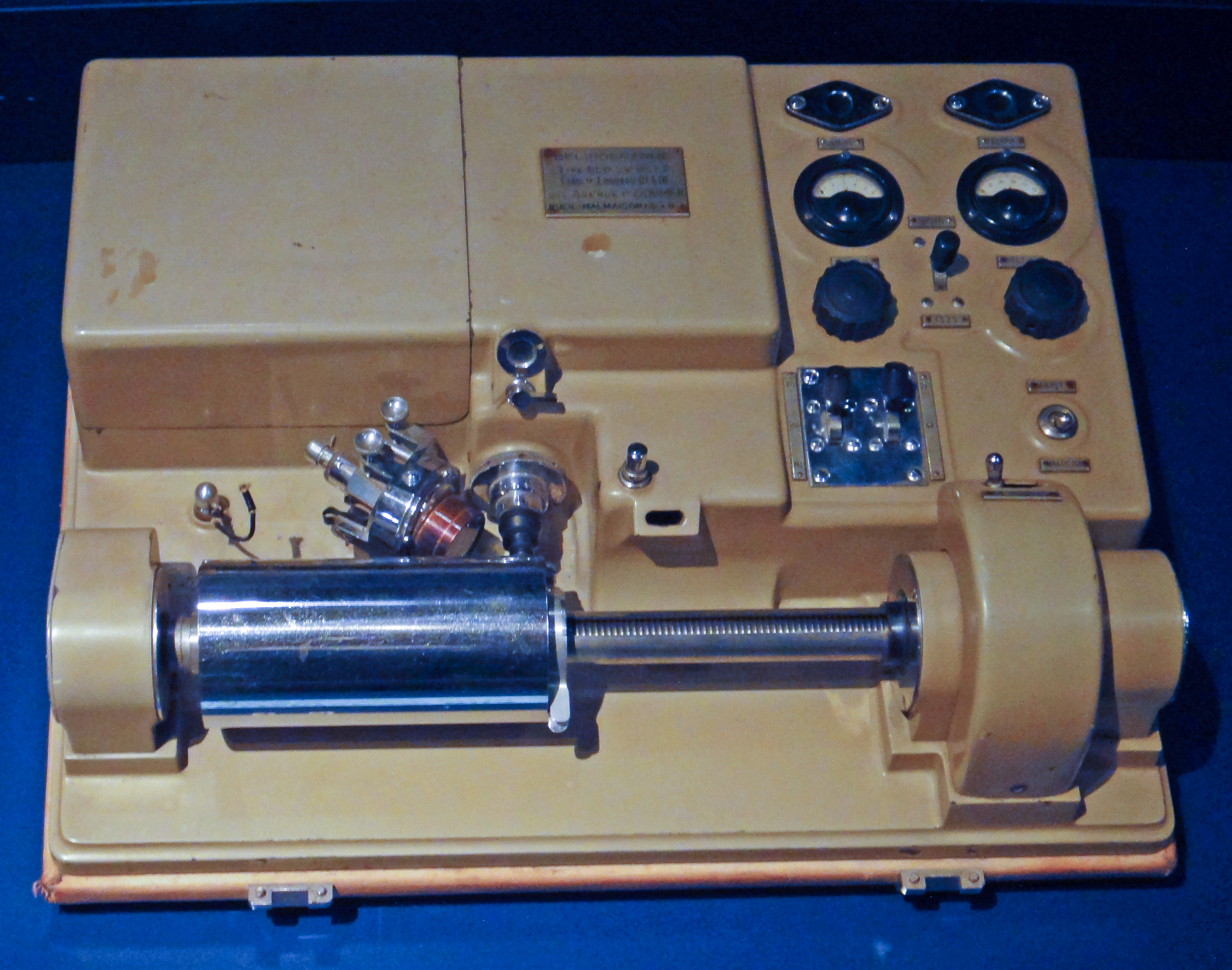
Màquina fotogràfica Belinograph BEP2V de 1953

En aquest aparell, el transmissor recorre la imatge original punt per punt. En cada punt una mesura de la intensitat de la llum es fa amb un ull elèctric . La mesura es transmet al receptor. Allà, una font de llum d'intensitat variable reprodueix la llum mesurada per l'ull elèctric, alhora que realitza exactament els mateixos desplaçaments. En fer-ho, exposa el paper fotogràfic i permet obtenir una còpia de la imatge original.
Altres científics com Arthur Korn també havien estat desenvolupant tecnologia per transmetre imatges a llargues distàncies.
Les telecopiadores i fotocopiadores modernes utilitzen el mateix principi. Amb aquests dispositius, el sensor d'intensitat de llum de la font va ser substituït per un sensor CMOS. El dispositiu de destinació que fa la impressió fotogràfica es basa en tecnologia de llum o làser.

## Llegat
Belin va donar el seu nom a una escola secundària de Vesoul, Alta Saône, França.

## Enllaços externs

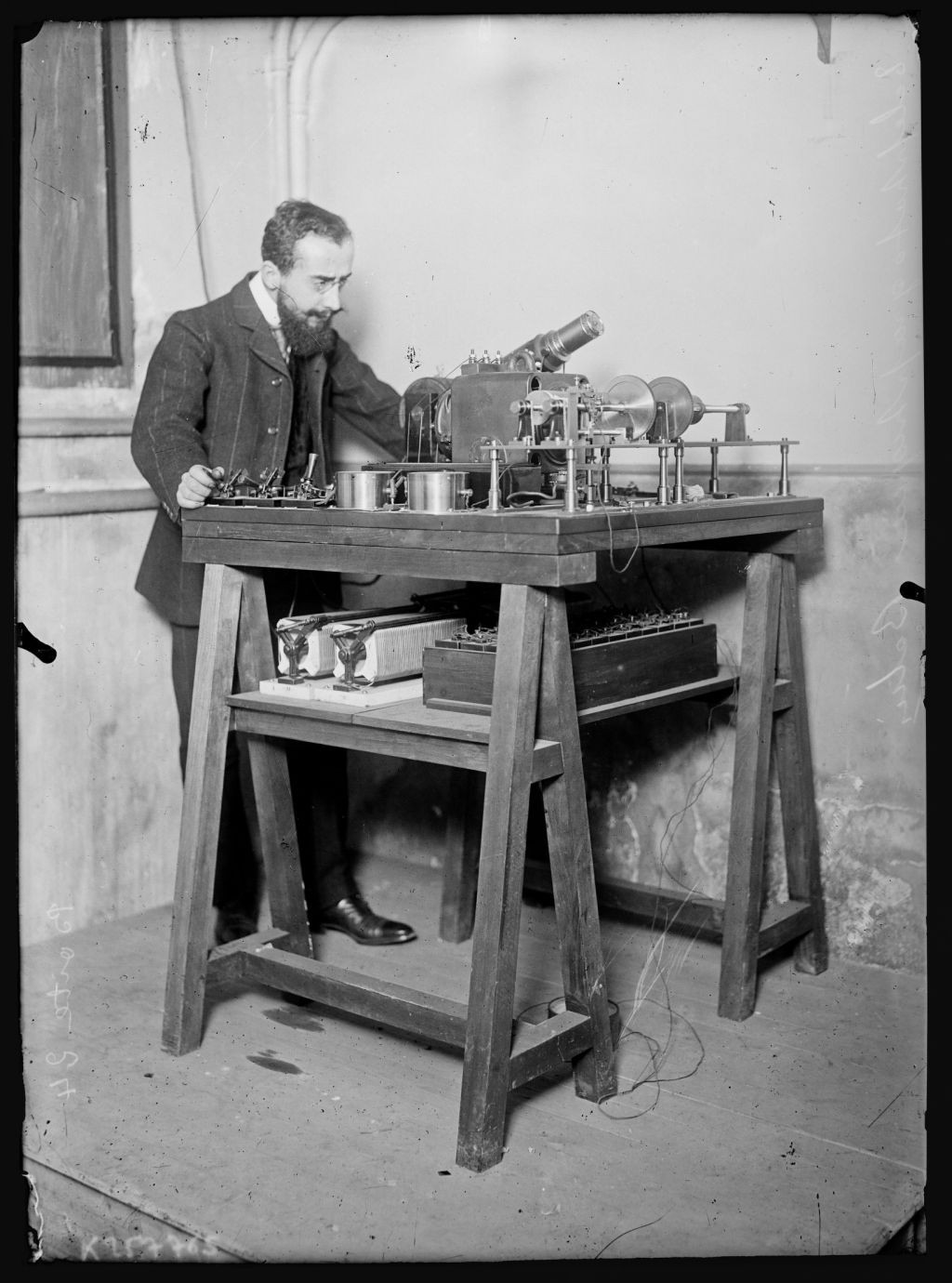
Édouard Belin rebent un telègraf